# 陈天华

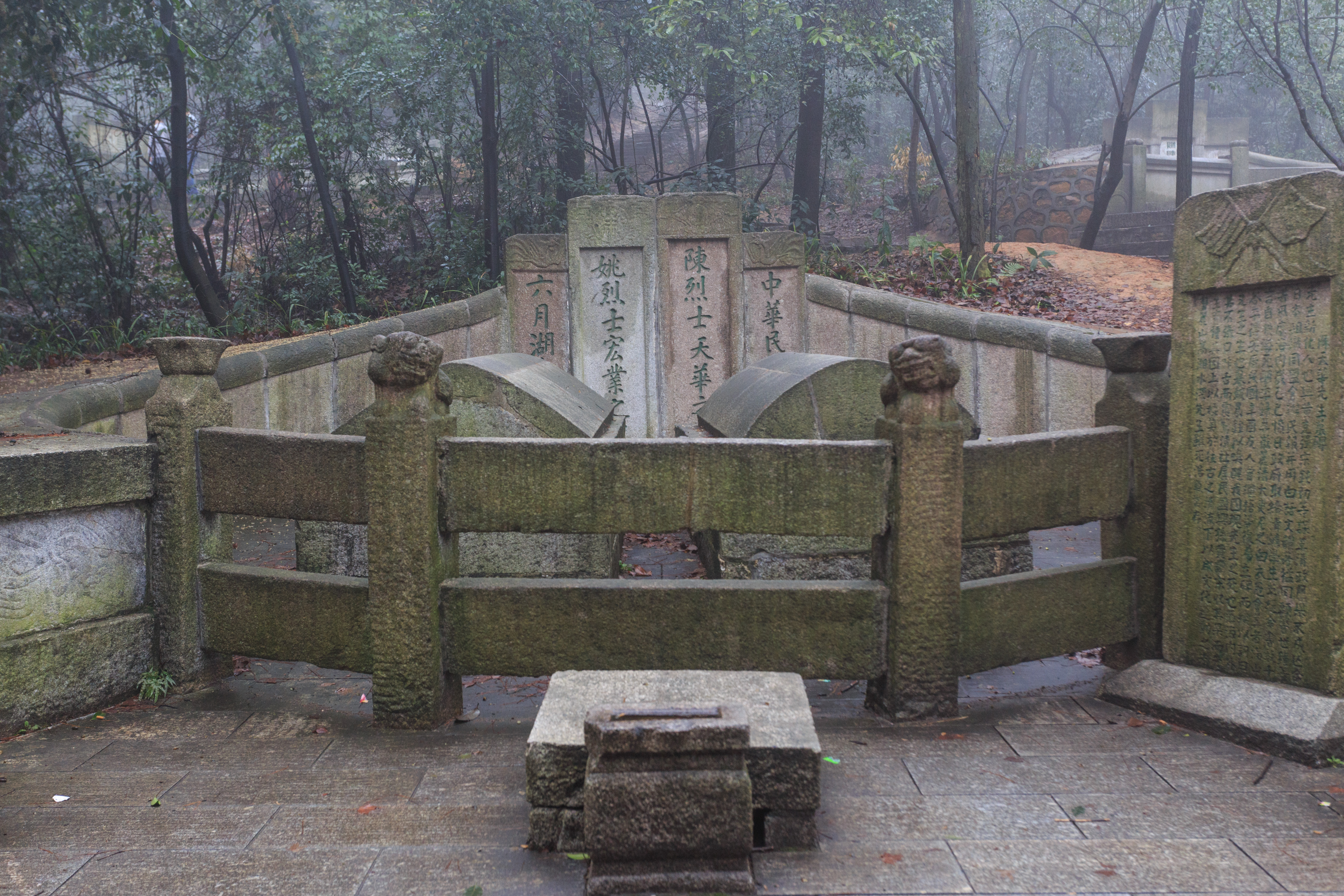
长沙岳麓山陈天华、姚宏业墓

陈天华（1875年3月6日—1905年12月8日），原名显宿，字星台、过庭，别号思黄，湖南省新化县人，中國近代革命家，中国同盟会会员，清末革命人士。

## 生平
早年就学湖南長沙岳麓书院，1903年留学日本，参与组织拒俄义勇队和国民教育会，从事反清活动。1904年与黄兴、宋教仁等在长沙创立华兴会，策划武装起义，事泄逃亡日本。1905年加入中国同盟会，任《民报》编辑，以通俗的文体著《警世钟》《猛回头》《狮子吼》《国民必读》《最近政見之評決》《最近之方針》《中国革命史論》等文，宣传革命思想，影响“較之章太炎《駁康有為政見書》及鄒容《革命軍》，有過之，無不及”。
1905年10月在東京都参加反对日本文部省所頒《取缔清国人留日学生规则》（日语：清国人ヲ入学セシムル公私立学校ニ関スル規定）的活動。这个规则有很多内容，主要有三条：第一是中国留学生一定要在清朝政府驻日公使和日本学堂登记，留学生的活动、到哪里去都得要登记；第二通信要登记，给国内给朋友写信都必须登记；第三不准住到别的地方去，只能住在留学生学校的宿舍。这个规则一推出，就引起广大留日学生的抗议，但是在该如何具体应对的方式上，留学生们出现了严重分歧。一派以秋瑾和宋教仁为代表，主张全体同学罢学回国；一派以汪兆铭和胡汉民为代表，主张忍辱负重留在日本继续求学，两派发生了激烈争吵。当时的《朝日新闻》攻击中国人缺乏团结力，说中国留学生是“放纵卑劣”的一群人。陈天华留下《絕命書》五千言，又有致留日学生总会一信。
1905年12月8日晨，陈天华在东京大森海灣蹈海自尽，以示用自己的死让中国人在羞愤中意识到自己的缺陷与陋习，督促、劝戒、警醒国人务必正视这些缺陷与陋习并加以改变。1905年12月25日，黃興為《絕命書》作跋，孫中山稱讚其為“熱心血性的革命黨”。
1906年春天，当陈天华的灵柩运回上海后，中国公学为他和另一位投黄浦江自尽的同盟会员姚宏业举行了公葬会议，到会千余人，会上宣读了姚宏业的遗书和陈天华的绝命辞。会议决定将陈姚灵柩一起送回家乡湖南，举行公葬。葬于长沙岳麓山。
其作品經後人收集、整理，有《陈天华集》。